# 태국 주재 외국공관 목록

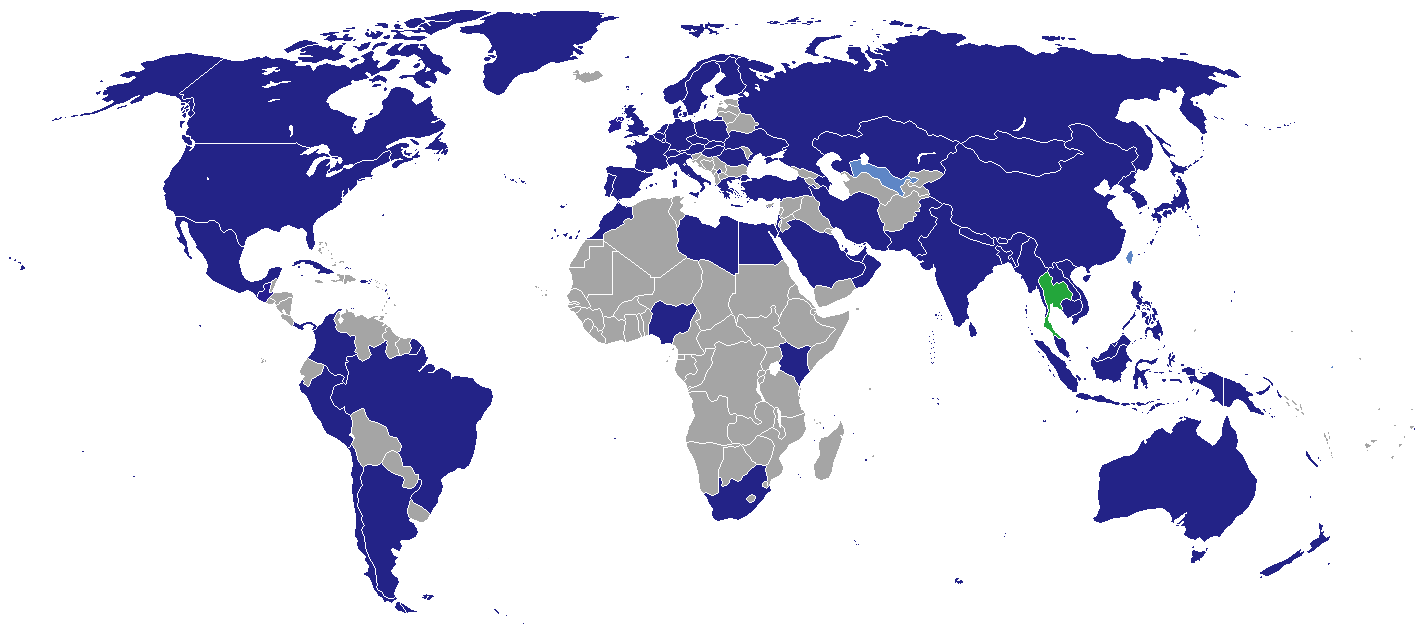
태국 주재 외국공관들.

태국 주재 외국공관 목록은 태국에 주재하는 외국공관(대사관 및 영사관)과 동시에 태국과 외교관계는 수립했으나 태국에 공관을 설치하지 않은 국가에 대해 다룬다. 수도 방콕에 75개국 대사관이 설치되어 있다. 없는 경우는 주로 명예 영사관으로 분류되어 이 대열에서 배제된다.

## 방콕에 설치된 대사관
| - 아르헨티나 - 오스트레일리아 - 오스트리아 - 바레인 - 방글라데시 - 벨기에 - 부탄 - 브라질 - 브루나이 - 캄보디아 - 캐나다 - 칠레 - 중국 - 콜롬비아 - 쿠바 - 체코 - 덴마크 - 이집트 - 핀란드 - 프랑스 - 독일 - 그리스 - 과테말라 - 바티칸 시국 - 헝가리 - 인도 - 인도네시아 | - 이란 - 아일랜드 - 이스라엘 - 이탈리아 - 일본 - 카자흐스탄 - 케냐 - 조선민주주의인민공화국 - 대한민국 (대사관) - 코소보 - 쿠웨이트 - 라오스 - 리비아 - 룩셈부르크 - 말레이시아 - 몰디브 - 멕시코 - 몽골 - 모로코 - 미얀마 - 네팔 - 네덜란드 - 뉴질랜드 - 나이지리아 - 노르웨이 - 오만 - 파키스탄 | - 파나마 - 페루 - 필리핀 - 폴란드 - 포르투갈 (대사관) - 카타르 - 루마니아 - 러시아 - 사우디아라비아 - 싱가포르 - 슬로바키아 - 몰타 기사단 - 남아프리카 공화국 - 스페인 - 스리랑카 - 수단 - 스웨덴 - 스위스 - 동티모르 - 튀르키예 - 우크라이나 - 아랍에미리트 - 영국 - 미국 - 베트남 |

## 대표 사무소
- 유럽 연합 (일반 대표부)
- 대만 (주태국 타이베이 경제문화판사처)
- 홍콩 (주방콕 홍콩 경제무역대표부)

## 영사관

### 아란야쁘라텟군에 설치된 총영사관
- 캄보디아

### 방콕에 설치된 총영사관
- 나우루
- 우즈베키스탄

### 치앙마이에 설치된 총영사관
- 중국
- 방글라데시
- 인도
- 일본
- 필리핀
- 영국
- 미국

### 송클라에 설치된 총영사관
- 중국
- 인도 영사관
- 말레이시아

### 콘깬에 설치된 총영사관
- 중국
- 라오스
- 베트남

## 비상주공관
다음 국가들은 태국과 외교 관계는 수립하였으나, 태국에 대사관을 설치하지 않은 국가들이다. 옆에 병기한 지역에 설치된 공관에서 주 태국 대사관을 겸임하며, 도시별로 나열한다.
| - 베이징시 - 베냉 - 부룬디 - 코모로 - 콩고 민주 공화국 - 콩고 공화국 - 코트디부아르 - 적도 기니 - 가이아나 - 아이슬란드 - 자메이카 - 북마케도니아 - 말라위 - 몰타 - 미크로네시아 연방 - 세이셸 - 슬로베니아 - 소말리아 - 잠비아 - 벨모판 - 벨리즈 - 캔버라 - 에스토니아 - 사모아 - 통가 - 도하 - 코스타리카 - 모리타니 - 하노이 - 벨라루스 - 자카르타 - 크로아티아 - 모잠비크 - 세르비아 - 수리남 - 튀니지 | - 쿠알라룸푸르 - 아프가니스탄 - 알바니아 - 알제리 - 보스니아 헤르체고비나 - 에콰도르 - 피지 - 가나 - 기니 - 이라크 - 키르기스스탄 - 레소토 - 모리셔스 - 나미비아 - 팔레스타인 - 파푸아뉴기니 - 세네갈 - 에스와티니 - 탄자니아 - 우루과이 - 베네수엘라 - 예멘 - 짐바브웨 - 포드고리차 - 몬테네그로 - 산마리노 - 산마리노 - 서울특별시 - 가봉 - 시에라리온 - 빌뉴스 - 리투아니아 | - 뉴델리 - 앙골라 - 부르키나파소 - 키프로스 - 도미니카 공화국 - 엘살바도르 - 에리트레아 - 에티오피아 - 조지아 - 요르단 - 레바논 - 말리 - 니제르 - 파라과이 - 우간다 - 도쿄도 - 보츠와나 - 지부티 - 온두라스 - 라이베리아 - 마다가스카르 - 마셜 제도 - 니카라과 - 르완다 - 마닐라 - 팔라우 |

## 과거 존재한 대사관
- 불가리아
- 이라크

## 같이 보기
- 태국의 대외 관계
- 태국의 재외공관 목록